# Viișoara (Botoșani)
Pour les articles homonymes, voir Viișoara.
Viișoara est une commune du județ de Botoșani en Roumanie.